# Pohár vítězů pohárů 1960/1961
Sezóna 1960/61 Poháru vítězů pohárů byla 1. ročníkem tohoto poháru. Vítězem se stal tým AS Fiorentina.

## Předkolo
| Domácí v 1. zápase | Celkem | Hosté v 1. zápase    | 1. zápas | 2. zápas |
| ------------------ | ------ | -------------------- | -------- | -------- |
| Glasgow Rangers    | 5–4    | Ferencváros Budapešť | 4–2      | 1–2      |
| Vorwärts Berlín    | 2–3    | Rudá hvězda Brno     | 2–1      | 0–2      |

## Čtvrtfinále
| Domácí v 1. zápase       | Celkem | Hosté v 1. zápase          | 1. zápas | 2. zápas |
| ------------------------ | ------ | -------------------------- | -------- | -------- |
| Borussia Mönchengladbach | 0–11   | Glasgow Rangers            | 0–3      | 0–8      |
| Austria Vídeň            | 2–5    | Wolverhampton Wanderers FC | 2–0      | 0–5      |
| FC Luzern                | 2–9    | AS Fiorentina              | 0–3      | 2–6      |
| Rudá hvězda Brno         | 0–2    | Dinamo Záhřeb              | 0–0      | 0–2      |

## Semifinále
| Domácí v 1. zápase | Celkem | Hosté v 1. zápase          | 1. zápas | 2. zápas |
| ------------------ | ------ | -------------------------- | -------- | -------- |
| Glasgow Rangers    | 3–1    | Wolverhampton Wanderers FC | 2–0      | 1–1      |
| AS Fiorentina      | 4–2    | Dinamo Záhřeb              | 3–0      | 1–2      |

## Finále
| 17. května 1961 |       |                      |                                                                      |
| Glasgow Rangers | 0 – 2 | AS Fiorentina        | Ibrox Park, Glasgow diváci: 80 000 rozhodčí: Erich Steiner (Austria) |
|                 |       | Luigi Milan 12', 88' | Ibrox Park, Glasgow diváci: 80 000 rozhodčí: Erich Steiner (Austria) |

| 27. května 1961                 |       |                 |                                                                              |
| AS Fiorentina                   | 2 – 1 | Glasgow Rangers | Stadio Comunale, Florencie diváci: 50 000 rozhodčí: Vilmos Hernády (Hungary) |
| Luigi Milan 13' Kurt Hamrin 86' |       | Alex Scott 60'  | Stadio Comunale, Florencie diváci: 50 000 rozhodčí: Vilmos Hernády (Hungary) |

AS Fiorentina zvítězila celkovým skóre 4:1.

## Vítěz
| Pohár vítězů pohárů 1960/61 AS Fiorentina Enrico Albertosi, Sergio Castelletti, Piero Gonfiantini, Dante Micheli, Enzo Robotti, Luigi Milan, Alberto Orzan , Claudio Rimbaldo, Dino Da Costa, Kurt Hamrin, Gianfranco Petris Trenér: Nándor Hidegkuti |